# Hiperpotasemia
La hiperpotasemia o hiperkalemia (del griego hiper, alto, y el latín kalium, potasio) es un trastorno hidroelectrolítico que se define como un nivel elevado de potasio plasmático, por encima de 5,5 mmol/L. Sus causas pueden ser debido a un aumento del aporte, redistribución o disminución de la excreción renal.
Niveles muy altos de potasio constituyen una urgencia médica debido al riesgo de arritmias cardiacas.

## Balance de potasio
El potasio es el principal catión intracelular (140 mEq/L) y solo un 2 % del potasio corporal se encuentra en el líquido extracelular, con concentraciones séricas de 3,5-5 mEq/L.
Esta diferencia de concentración es determinante en el potencial de membrana y la excitabilidad neuromuscular. Este gradiente se mantiene gracias a la bomba Na-K ATPasa.
El contenido corporal de potasio (K+) es aproximadamente de 50 mEq/kg de peso, su ingesta diaria es 50-100 mEq/día, de la cual más del 90 % se excreta por el riñón y el resto a través del tracto gastrointestinal y la piel. 
Regulación extrarenal de potasio
La mayor parte de la carga de K+ ingresa al intracelular desde el extracelular, siendo favorecida la captación de K+ a la célula por insulina, catecolaminas con efecto beta-2 y la aldosterona.
La acidosis y el aumento de la osmolaridad saca K+ desde el interior de la célula.
Regulación renal de potasio
El potasio filtra libremente en el glomérulo, se reabsorbe prácticamente todo en el túbulo proximal y asa de Henle y se secreta sólo en el túbulo colector.
La reabsorción está influida por el flujo tubular, la concentración tubular de Na, Cl y aniones no absorbibles, estado ácido básico, K sérico y la ingesta de potasio, hormona antidiurética (ADH) y aldosterona.

## Etiopatogenia
Las causas de hiperkalemia son el exceso de aporte, la salida de potasio de la célula, la retención renal y la pseudohiperpotasemia.
- Aumento de ingesta de K+: Solo en aquellos pacientes en donde concomitantemente se da algún problema para la excreción del catión.
- Redistribución de K+ desde el intracelular hacia el extracelular: acidosis metabólica, b-bloqueadores, tumores carcinoide, rabdomiólisis, síndrome de lisis tumoral.
- Disminución de la excreción renal de K+: hipoaldosteronismo, enfermedad de Addison, diuréticos ahorradores de potasio (Espironolactona, amiloride).
- Pseudohiperpotasemia: aumento de la concentración plasmática de K+ debido a la salida de este ion desde las células después de la toma la muestra de sangre, se observa especialmente cuando este procedimiento se realiza de manera inadecuada (torniquete, verter la sangre con la aguja puesta, que produce hemólisis de los glóbulos rojos) o en neoplasias hematológica. En este último caso se debe recurrir a la toma de la muestra en tubo heparinizados
  - Pseudohiperpotasemia reversa: Fenómeno asociado a neoplasias hematológicas con leucocitosis extrema en donde durante el proceso de toma de muestra se genera daño en la membrana celular, generando una salida del potasio intracelular hacia el plasma. Se caracteriza por la presencia de hiperpotasemia en relación con la porción plasmática, manteniendo el potasio sérico dentro de rango.[1]
- Insuficiencia renal aguda.
- Insuficiencia renal crónica.

### Seudohiperpotasemia
- Hemólisis
- Trombocitosis
- Leucocitosis marcada

### Defecto de eliminación renal
- Fármacos que inhiben la excreción renal de potasio
- Insuficiencia renal aguda y crónica
- Hipoaldosteronismo hiporreninémico
  - Nefropatía diabética
  - Uropatía obstructiva
  - Nefropatía intersticial crónica

- Insuficiencia suprarrenal (enfermedad de Addison)
- Alteraciones renales que alteran el túbulo distal
  - Trasplante renal
  - Lupus eritematoso sistémico
  - Drepanocitosis
  - Amiloidosis-mieloma múltiple

### Alteraciones en la distribución del potasio
- Déficit de insulina
- Bloqueantes b-adrenérgicos
- Acidosis metabólica o respiratoria
- Parálisis periódica hiperpotasémica familiar

### Liberación de potasio por destrucción celular
- Rabdomiólisis
- Lisis tumoral
- Quemaduras
- Traumatismo
- Hematomas
- Ejercicio físico intenso

### También puede presentarse por causas no medicamentosas
- Exceso de aporte de potasio
- Esfuerzos intensos y prolongados
- Ardores prolongados
- Hemorragias digestivas severas
- Hipotermia
- Insuficiencia renal
- Diabetes por déficit de insulina

Esta lista no es exhaustiva.

## Síntomas
- Irritabilidad e inquietud
- Ansiedad
- Náuseas y vómitos
- Dolores abdominales
- Debilidad
- Entumecimiento y hormigueo de la punta de los dedos
- Irregularidades cardíacas en el ECG
- Cuadriplejia flácida (si el cuadro se agrava)[2]

## Tratamiento
El tratamiento dependerá de los niveles de hiperkalemia, variando desde medidas de soporte hasta la acción rápida de estabilizadores de membrana, buscando además la causa subyacente de la hiperpotasemia.
Según la necesidad se puede optar por varias soluciones farmacológicas, siendo la primera de esta la cardioprotección, realizada con gluconato de Calcio al 10 % a dosis de 100 mg/kg peso/ dosis.

### Redistribución
- Insulina
- B-agonistas, como por ejemplo, el salbutamol
- Bicarbonato de sodio

### Aumentar la eliminación
- Hemodiálisis
- Furosemida

### Disminuir la absorción
- Kayexalate (Poliestiren Sulfato sódico)
- Resincalcio (Poliestiren Sulfato Cálcico)
- Sorbisterit (Poliestiren Sulfato Cálcico)
- Patiromer[3]
- Sodium zirconium cyclosilicate[4]